# Oscar Steenhaut
Oscar Steenhaut (Brasschaat, 23 januari 1933 - 23 januari 2007) was een Belgisch burgerlijk ingenieur en hoogleraar. Van 1982 tot 1986 was hij rector van de Vrije Universiteit Brussel.

## Levensloop
Oscar Steenhaut studeerde af als burgerlijk ingenieur elektrotechniek aan de Rijksuniversiteit Gent. Aan de Louisiana State University in de Verenigde Staten behaalde hij Master of Science in electrical engineering en promoveerde hij tot doctor in de natuurkunde. Via de centrale examencommissie behaalde hij ook het diploma van licentiaat in de wiskunde.
Zijn academische carrière begon in 1970 als docent aan de Vrije Universiteit Brussel, waar hij een van de eerste Gentenaars was na de splitsing met de Université libre de Bruxelles. Hij overzag de uitbouw en verhuis van de dienst Elektronica naar Campus Etterbeek. Van 1979 tot 1982 was hij decaan van de faculteit Ingenieurswetenschappen en van 1982 tot 1986 rector van de Vrije Universiteit Brussel. In 1998 ging hij op emeritaat.
Steenhaut was adviseur bij Euratom, voorzitter van de Vlaamse Interuniversitaire Raad (VLIR) van 1983 tot 1985, voorzitter van het Nationaal Fonds voor Wetenschappelijk Onderzoek in 1985 en 1986, lid van het bureau van het Instituut tot Aanmoediging van het Wetenschappelijk Onderzoek in Nijverheid en Landbouw (IWONL), lid van het technisch comité van de Nationale Maatschappij voor Krediet aan de Nijverheid, vicevoorzitter van imec, voorzitter van het Comité voor Wetenschapsbeleid en voorzitter van het IVVO.
In 1985 ontving hij een eredoctoraat van de Humboldtuniversiteit te Berlijn. In de periode 1986-1987 was hij gastprofessor aan de Louisiana State University, het Massachusetts Institute of Technology, de Stanford-universiteit en de Universiteit van Chicago
Steenhaut was een liefhebber van de Chinese taal, cultuur en samenleving. Als rector van de VUB versterkte hij samenwerkingsverbanden met Chinese universiteiten en begeleidde hij een samenwerkingsovereenkomst met de Hanoi University of Technology in Vietnam.